# Mayim Bialik
Mayim Hoya Bialik (San Diego, 12 de desembre de 1975) és una actriu, escriptora i científica. És doctora en neurociència, que va estudiar a UCLA, i com a actriu és sobretot coneguda per interpretar el paper de Blossom Russo a la comèdia de situació Blossom i pel seu paper com a Amy Farrah Fowler a The Big Bang Theory.
El maig de 2021, va organitzar dues setmanes de "Jeopardy!", que més tard va donar lloc a que fos anomenada un dels dos moderadors alternatius (Ken Jennings l'altre) del llarg qüestionari.

## Biografia
Bialik va néixer a Califòrnia al si d'una família jueva. Els seus avis, refugiats de l'Holocaust, van emigrar d'Hongria, Polònia i Txecoslovàquia.
La seva carrera com a actriu va començar a finals dels anys 80 i començaments dels 90. Els primers papers que va interpretar van ser la pel·lícula de terror Pumpkinhead (1988), el seu primer treball d'actuació i també amb aparicions com a convidada a The Facts of Life. Però va ser la seva intervenció a La bella i la bèstia, en què interpretava una noia pobra anomenada Ellie, que tenia prop de 10 línies de diàleg, per la que va obtenir la seva targeta del sindicat d'actors.
L'any 2000 es va graduar en neurociència i estudis jueus i hebreus. L'any 2007 va obtenir el doctorat en neurociència i va defensar una tesi centrada en l'hipotàlem i el trastorn obsessiu-compulsiu en la síndrome de Prader-Willi. Després de deu anys retirada de les pantalles, Mayim Bialik va reaparèixer a la pel·lícula còmica Kalamazoo, a finals de 2005.
També va aparèixer en l'últim capítol de la tercera temporada de la sèrie de comèdia The Big Bang Theory, en què interpreta Amy Farrah Fowler, una noia amb una personalitat afí a Sheldon Cooper, a qui coneix en una cita a cegues organitzada pels seus amics Howard i Raj. A partir de la quarta temporada es converteix en un personatge recurrent de la sèrie i, actualment, forma part de l'elenc de personatges principals.

## Família
Mayim Haya Bialik està casada amb Michael Stone i té dos fills, Frederick Heschel Bialik Stone i Miles Roosevelt Bialik Stone.

## Filmografia
| Cinema | Cinema                           | Cinema                        | Cinema |
| Any    | Títol                            | Paper                         |        |
| ------ | -------------------------------- | ----------------------------- | ------ |
| 1988   | Beaches                          | Jove Cecilia 'CC' Carol Bloom |        |
| 1988   | Pumpkinhead                      | Wallace kid                   |        |
| 1994   | Don't Drink the Water            | Susan Hollander               |        |
| 2005   | Kalamazoo?                       | Maggie Goldman                |        |
| 2011   | The Chicago 8                    | Nancy Kurshan                 |        |
| 2012   | Scooby-Doo! Music of the Vampire | Maria (veu)                   |        |

| Televisió  | Televisió                                             | Televisió          | Televisió |
| Any        | Títol                                                 | Paper              | Notes |
| ---------- | ----------------------------------------------------- | ------------------ | --- |
| 1987       | Beauty and the Beast                                  | Ellie              | Episodi: "No Way Down" |
| 1988       | The Facts of Life                                     | Jennifer Cole      | Episodis: "The Beginning of the Beginning", "The Beginning of the End" |
| 1988–1989  | Webster                                               | Frieda             | Vuit episodis |
| 1989–1990  | Empty Nest                                            | Laurie Kincaid     | Episodis: "The R.N. Who Came to Dinner", "Harry Knows Best" |
| 1989–1990  | MacGyver                                              | Lisa Woodman       | Episodis: "Cease Fire", "Twenty Questions", "Hearts of Steel" |
| 1990       | Doogie Howser, M.D.                                   | Candace            | Episodi: "Ask Dr. Doogie" |
| 1990       | Molloy                                                | Molloy Martin      | Episodis: "Pilot", "Surprise" |
| 1990       | Murphy Brown                                          | Natalie            | Episodi: "I Want My FYI" |
| 1990–1995  | Blossom                                               | Blossom Russo      | 114 episodis |
| 1991       | Sea World's Mother Earth Celebration (on Nickelodeon) | Ella mateixa       | Interpreta una addicta a les compres que no sap res sobre els animals ni la natura fins que escolta les experiències dels seus amics. El seu barri misteriosament se'n va "volant" a Sea Word, on ella és capaç d'utilitzar els seus nous coneixement i aprendre més dades. |
| 1993       | The Hidden Room                                       | Jillie             | Episodi: "Jillie" |
| 1994       | Don't Drink the Water                                 | Susan Hollander    | Remake televisiu de Woody Allen |
| 1994–1995  | The John Larroquette Show                             | Rachel             | Episodis: "The Book of Rachel", "Rachel and Ton", "Rachel Redux" |
| 1998       | Welcome to Paradox                                    | Rita               | Episodi: "Alien Jane" |
| 2005       | Fat Actress                                           | Ella mateixa       | Episodis: "The Koi Effect", "Holy Lesbo Batman" |
| 2005       | 7th Heaven                                            | Cathy              | Episodi: "Dick" |
| 2005, 2007 | Curb Your Enthusiasm                                  | Jodi Funkhauser    | Episodis: "The Bowtie", "The TiVo Guy", "The Ida Funkhouser Roadside Memorial" |
| 2009       | Salvando a Grace                                      | Esther             | Episodi: "Mooooooooo" |
| 2009       | What Not To Wear                                      | Ella mateixa       | Clinton Kelly la va nominar per l'espectacle, ja que havia estat admirador d'ella des que va interpretar Blossom |
| 2009       | Bones                                                 | Genie Gormon       | Episodi: "The Cinderella in the Cardboard" |
| 2010       | The Secret Life of the American Teenager              | Dr. Wilameena Bink | Episodis: "You Don't Know What You’ve Got...", "Just Say Me", "Let's Try That Again", "The Rhythm of Life" |
| 2010       | 'Til Death                                            | Herself            | Episodis: "The Break-Up", "Merit Play", "Baby Steps" |
| 2010–2019  | The Big Bang Theory                                   | Amy Farrah Fowler  | Presentada al final de la tercera temporada, apareix des de la 4ª temporada constantement. Nominació − Primetime Emmy a la millor actriu secundària en sèrie còmica (2012, 2013, 2014)                                                                                      |
| 2021-      | Jeopardy!                                             | Moderatora         | Deu episodis de la sèrie 37. Alterna el paper de moderador amb Ken Jennings a la sèrie 38. |